# مونته بینگا
مونته بینگا (به لاتین: Monte Binga) یک کوه در موزامبیک است که در Sussundenga District واقع شده‌است. مونته بینگا ۲٬۴۳۹٫۶ متر بالاتر از سطح دریا واقع شده‌است.